# Parque nacional de Brasilia
El parque nacional de Brasilia (en portugués Parque Nacional de Brasília), más conocido por el apodo de Água Mineral, es un parque nacional con un área de 30 000 ha localizado a 10 km del centro de Brasilia en el nordeste del Distrito Federal y forma parte del conjunto de parques nacionales de Brasil administrados por Instituto Chico Mendes para la Conservación de la Biodiversidad. Es el parque más grande en el mundo situado dentro de un área urbanizada.
El Parque Nacional de Brasília, más conocido como "Agua Mineral" es una unidad de conservacíon brasileña de proteccíón integral á la naturaleza situado en la parte noroeste de Distrito Federal, en el centro del estado de Goias.

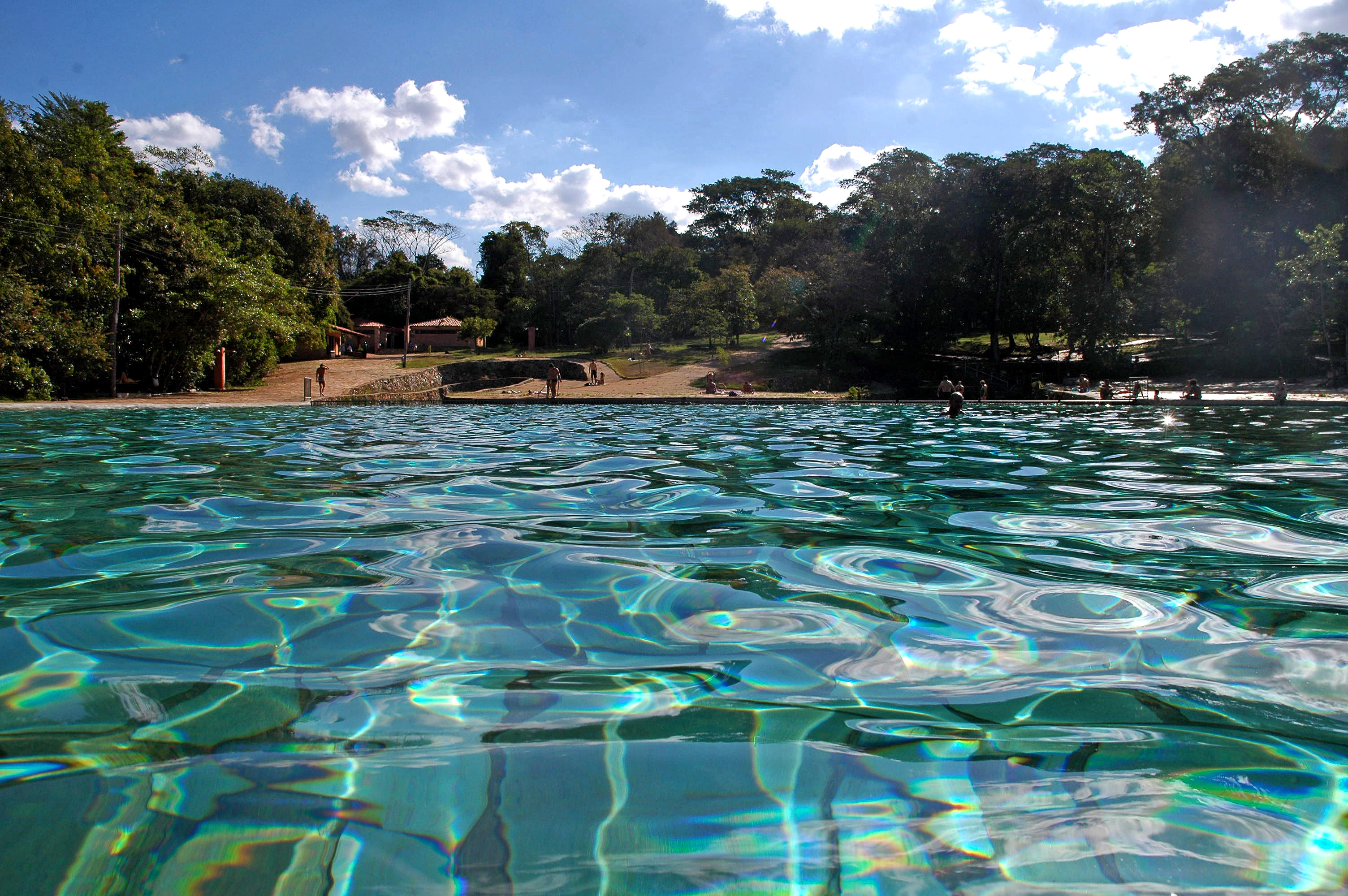
Piscina de agua corriente: una de las principales atracciones

El parque abarca un área de 42 355,54 hectáreas, cerca de 423,8 km², con territorio distribuido por las regiones administrativas de Brazlândia, del Plan Piloto y de Sobradinho y por el condado goiano del Padre Bernardo. Su administración corresponde actualmente al Instituto Chico Mendes de Conservación de la Biodiversidad (ICMBioNAC).

## Historia
La creación del parque, el 29 de noviembre de 1961, está directamente relacionada con la construcción de Brasília. Como resultado de un acuerdo con el Ministerio de Agricultura, la NOVACAP pudo mantener un vivero destinado a la arborización de la nueva capital en una parte del área del futuro parque.
.La unidad de conservación surgió de la necesidad de proteger los ríos fornecedores de agua potable para la Capital Federal y mantener la vegetación en estado natural.
Durante el ciclo de oro, las extracciones hechas en la región de Pirenópolis, Goiás, eran transportadas para el litoral de Bahia pasando por la región donde hoy se sitúa el parque. Allí, había un «recuento» (contagem, en portugués), que dio nombre a la chapada existente en el local.

### Atracciones
El parque es una de las principales opciones de la región para conocer los valores naturales del Cerrado (sabana brasileña), realizar prácticas recreativas y depostivas.
Las principales atracciones del parque son las piscinas. Ellas se formaron a partir de los pozos de agua, que surgieron a orillas del Córrego Campamento, por la extracción de arena hecha antes de la implantación de Brasilia. Para quienes gustan de caminar, el parque dispone de dos senderos de pequeña dificultad: la de la Capivara con duración de 20 minutos y la del Cristal Agua cuyo trayecto puede ser recorrido en 1 hora.

Horarios de Visita

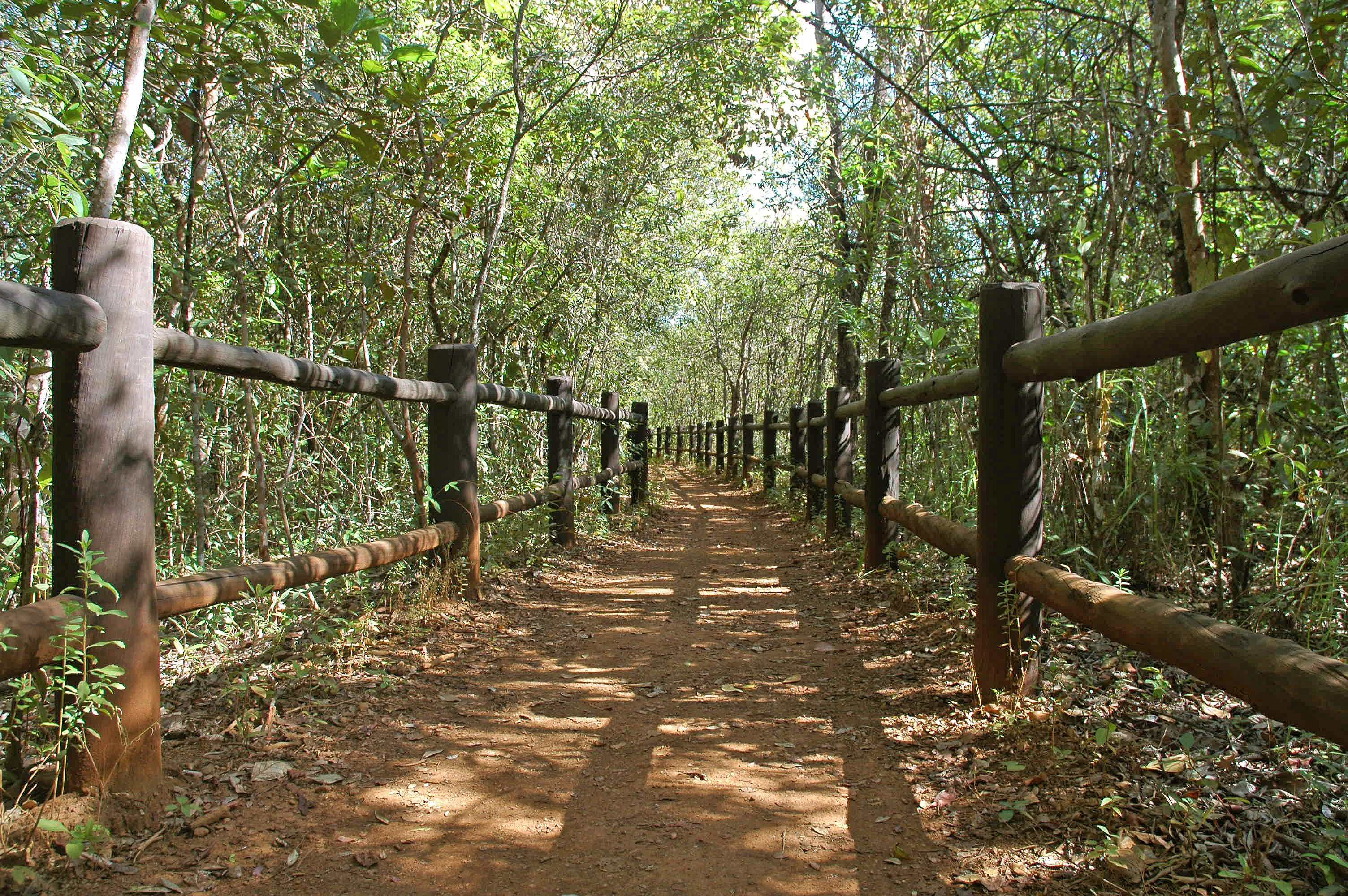

El parque se queda abierto todos los días de 8h a las 16h.
| Fechas |                      | Horário      |
| ------ | -------------------- | ------------ |
| 24/12  | Víspera de Navidad   | 8h a las 13h |
| 25/12  | Navidad              | Cerrado      |
| 31/12  | Víspera de Año Nuevo | 8h a las 13h |
| 01/01  | Año Nuevo            | Cerrado      |

### Biodiversidad
El parque protege los ecosistemas típicos del Cerrado del Planalto Central y alberga las cuencas de los arroyos formadores de la represa Santa María, que es responsable del suministro del 25% del agua potable que abastece al Distrito Federal.
La fauna es abundante y diversa, compuesta por especies raras o amenazadas de extinción, tales como: lobo-guará (Chrysocyon brachyurus), tatu-canastra (Priodontes maximus), tamanduá-bandera (Myrmecophaga tridactyla), jaguatirica (Leopardus pardalis), erizo (cajero prehensilis); además de especies endémicas como pequeño roedor (Akodom lindberg), grilla de campo (Cyanocorax cresto), loro-gallego (Alipiopsitta xanthops).
Otras especies no amenazadas componen la biodiversidad del parque, a ejemplo de mamíferos, aves, reptiles, anfibios, peces, y grupos poco estudiados como moluscos, crustáceos, insectos y pequeños organismos.
Límites fijados
El parque nacional de Brasília (PNB) está próximo de tener sus límites fijados definitivamente. Inicialmente delimitado en 30 000 ha, la unidad de conservación será ampliada en más del 50%, llegando a las 46 230 ha. Es lo que prevé el Proyecto de ley enviado por el ejecutivo al Congreso Nacional de Brasil en septiembre de 2006.